# Genoa 1893 1978-1979
Questa voce raccoglie le informazioni riguardanti il Genoa 1893 nelle competizioni ufficiali della stagione 1978-1979.

## Stagione
Stagione tribolata quella del Genoa, con tre cambi di allenatore, nel tentativo di raddrizzare una partenza non adeguata alle aspettative. Ma dopo un discreto girone di andata, nel ritorno si è fatto peggio, restando invischiati fino al termine del torneo nel cercare di evitare la quarta retrocessione. Per scendere di categoria al Varese, al Rimini ed alla Nocerina già retrocessi, si è aggiunto sul filo di lana il Foggia che ha disputato un girone di ritorno disastroso, il Genoa si è salvato grazie alle due ultime vittorie. Sono saliti in Serie A l'Udinese, il Cagliari ed il Pescara.
Unica soddisfazione di questa stagione rossoblù, il primo posto di Giuseppe Damiani nella classifica dei marcatori della serie cadetta con 17 reti
Nella Coppa Italia il grifone disputa, prima del campionato, il sesto girone di qualificazione, raggruppamento vinto dal Napoli che accede ai Quarti di finale della manifestazione.

## Divise
La maglia per le partite casalinghe presentava i colori rossoblù.

## Organigramma societario
Area direttiva
- Presidente: Renzo Fossati

Area tecnica
- Allenatore: Pietro Maroso (fino al 27 novembre 1978), Héctor Puricelli (dal 27 novembre 1978 al 15 aprile 1979), Gianni Bui (dal 15 aprile 1979)

## Rosa

Oscar Damiani, alla sua terza e ultima stagione a Genova, si laurea capocannoniere del campionato cadetto con 17 gol

| N. |                   | Ruolo | Calciatore          |
| -- | ----------------- | ----- | ------------------- |
|    | Italia (bandiera) | P     | Sergio D'Arsiè      |
|    | Italia (bandiera) | P     | Sergio Girardi      |
|    | Italia (bandiera) | P     | Silvano Martina     |
|    | Italia (bandiera) | D     | Fabrizio Berni      |
|    | Italia (bandiera) | D     | Mirco Brilli        |
|    | Italia (bandiera) | D     | Antonio Criscimanni |
|    | Italia (bandiera) | D     | Antonio Favaro      |
|    | Italia (bandiera) | D     | Fabrizio Gorin      |
|    | Italia (bandiera) | D     | Marco Masi          |
|    | Italia (bandiera) | D     | Sebastiano Nela     |
|    | Italia (bandiera) | D     | Carlo Odorizzi      |
|    | Italia (bandiera) | D     | Franco Ogliari      |
|    | Italia (bandiera) | D     | Franco Salvadè      |
|    | Italia (bandiera) | D     | Mauro Sandreani     |

| N. |                   | Ruolo | Calciatore           |
| -- | ----------------- | ----- | -------------------- |
|    | Italia (bandiera) | D     | Felice Secondini     |
|    | Italia (bandiera) | D     | Giorgio Valmassoi    |
|    | Italia (bandiera) | D     | Giancarlo Corradini  |
|    | Italia (bandiera) | C     | Pierluigi Busatta    |
|    | Italia (bandiera) | C     | Bruno Conti          |
|    | Italia (bandiera) | C     | Giorgio Magnocavallo |
|    | Italia (bandiera) | C     | Paolo Miano          |
|    | Italia (bandiera) | C     | Alessandro Paesano   |
|    | Italia (bandiera) | C     | Francesco Rizzo      |
|    | Italia (bandiera) | A     | Francesco Boito      |
|    | Italia (bandiera) | A     | Armando Coletta      |
|    | Italia (bandiera) | A     | Giuseppe Damiani     |
|    | Italia (bandiera) | A     | Livio Luppi          |
|    | Italia (bandiera) | A     | Giuliano Musiello    |

## Calciomercato
| Arrivi | Arrivi               | Arrivi    | Arrivi       |
| R.     | Nome                 | da        | Modalità     |
| ------ | -------------------- | --------- | ------------ |
| D      | Fabrizio Gorin       | Torino    | Definitivo   |
| D      | Marco Masi           | Torino    | Comproprietà |
| C      | Alessandro Paesano   | Pistoiese | Comproprietà |
| A      | Livio Luppi          | Verona    | definitivo   |
| C      | Bruno Conti          | Roma      | prestito     |
| C      | Pierluigi Busatta    | Verona    | prestito     |
| D      | Giorgio Magnocavallo | Brescia   | definitivo   |
| C      | Francesco Boito      | Udinese   | definitivo   |

| Partenze | Partenze          | Partenze       | Partenze                        |
| R.       | Nome              | a              | Modalità                        |
| -------- | ----------------- | -------------- | ------------------------------- |
| D        | Claudio Onofri    | Torino         | definitivo (1 miliardo di lire) |
| D        | Antonio Maggioni  | Varese         | definitivo                      |
| A        | Roberto Pruzzo    | Roma           | definitivo                      |
| C        | Ignazio Arcoleo   | Palermo        | definitivo                      |
| D        | Fausto Silipo     | Palermo        | definitivo                      |
| C        | Denis Mendoza     | Brescia        | prestito                        |
| C        | Gregorio Basilico | Sambenedettese | definitivo                      |
| A        | Giovanni Urban    | Livorno        | definitivo                      |

## Risultati

### Serie B

#### Girone di andata
| Cesena 24 settembre 1978 1ª giornata | Cesena            | 0 – 0 | Genoa | Stadio La Fiorita\| Arbitro: \| Bergamo (Livorno) \| |
| Arbitro:                             | Bergamo (Livorno) |       |       |                                                      |

| Arbitro: | Menegali (Roma) |

|           |           |             |
| Berni 59’ | Marcatori | 80’ Bellini |

| Arbitro: | Panzino (Catanzaro) |

|                                               |           |                 |
| Brilli 8’ (aut.) Asnicar 31’ De Rosa 45’, 52’ | Marcatori | 48’ Criscimanni |

| Arbitro: | Benedetti (Roma) |

|                        |           |              |
| Damiani 7’, 70’ (rig.) | Marcatori | 21’ Ulivieri |

| Arbitro: | Agnolin (Bassano del Grappa) |

|  |           |                  |
|  | Marcatori | 35’, 61’ Damiani |

| Genova 29 ottobre 1978 6ª giornata | Genoa                 | 0 – 0 | Nocerina | Stadio Luigi Ferraris\| Arbitro: \| Governa (Alessandria) \| |
| Arbitro:                           | Governa (Alessandria) |       |          |                                                              |

| Arbitro: | Mascia (Milano) |

|             |           |             |
| Cimenti 54’ | Marcatori | 90’ Damiani |

| Arbitro: | Milan (Treviso) |

|                              |           |                                              |
| Damiani 51’ Magnocavallo 76’ | Marcatori | 22’ Magherini 28’ V. Chimenti 52’ Borsellino |

| Arbitro: | Redini (Pisa) |

|             |           |  |
| De Biasi 7’ | Marcatori |  |

| Arbitro: | Materassi (Firenze) |

|           |           |  |
| Russo 36’ | Marcatori |  |

| Arbitro: | Patrussi (Arezzo) |

|                       |           |  |
| Conti 38’ Busatta 68’ | Marcatori |  |

| Arbitro: | Lo Bello (Siracusa) |

|                         |           |             |
| G.C. Ferrari 67’ (rig.) | Marcatori | 45’ Damiani |

| Arbitro: | Lanzetti (Viterbo) |

|           |           |  |
| Luppi 15’ | Marcatori |  |

| Arbitro: | Prati (Parma) |

|                         |           |            |
| C. Sartori 9’ Merlo 64’ | Marcatori | 5’ Damiani |

| Arbitro: | Bergamo (Livorno) |

|             |           |              |
| Busatta 25’ | Marcatori | 74’ Salvioni |

| Arbitro: | Lanese (Messina) |

|             |           |  |
| Gaudino 14’ | Marcatori |  |

| Arbitro: | Ciulli (Roma) |

|                  |           |  |
| Damiani 11’, 77’ | Marcatori |  |

| Arbitro: | Lapi (Firenze) |

|            |           |                 |
| Ferrara 5’ | Marcatori | 65’ Criscimanni |

| Arbitro: | Lops (Torino) |

|          |           |  |
| Luppi 4’ | Marcatori |  |

#### Girone di ritorno
| Arbitro: | Governa (Alessandria) |

|                                        |           |                           |
| Sandreani 3’, 81’ Luppi 5’ Damiani 14’ | Marcatori | 48’ De Falco 55’ Zuccheri |

| Arbitro: | D'Elia (Salerno) |

|                              |           |             |
| Canestrari 3’ Casagrande 17’ | Marcatori | 14’ Damiani |

| Arbitro: | Lattanzi (Roma) |

|  |           |                |
|  | Marcatori | 9’ De Lorentis |

| Arbitro: | Redini (Pisa) |

|                         |           |  |
| Bilardi 19’ Delneri 86’ | Marcatori |  |

| Arbitro: | Bergamo (Livorno) |

|  |           |             |
|  | Marcatori | 38’ Roselli |

| Nocera Inferiore 25 marzo 1979 25ª giornata | Nocerina         | 1 – 0 | Genoa | Stadio San Francesco d'Assisi\| Arbitro: \| Lanese (Messina) \| |
| Arbitro:                                    | Lanese (Messina) |       |       |                                                                 |

| Arbitro: | Terpin (Trieste) |

|                         |           |              |
| Busatta 14’ Damiani 90’ | Marcatori | 62’ G. Galli |

| Arbitro: | Prati (Parma) |

|           |           |  |
| Conte 63’ | Marcatori |  |

| Arbitro: | Benedetti (Roma) |

|  |           |              |
|  | Marcatori | 14’ Podavini |

| Arbitro: | Paparesta (Roma) |

|                       |           |  |
| Damiani 46’ Gorin 72’ | Marcatori |  |

| Arbitro: | D'Elia (Salerno) |

|            |           |           |
| Romiti 54’ | Marcatori | 29’ Rizzo |

| Genova 6 maggio 1979 31ª giornata | Genoa            | 0 – 0 | Pescara | Stadio Luigi Ferraris\| Arbitro: \| Casarin (Milano) \| |
| Arbitro:                          | Casarin (Milano) |       |         |                                                         |

| Arbitro: | Agnolin (Bassano del Grappa) |

|           |           |           |
| Ronco 17’ | Marcatori | 60’ Boito |

| Arbitro: | Tonolini (Milano) |

|                    |           |           |
| Damiani 32’ (rig.) | Marcatori | 11’ Loddi |

| Arbitro: | Terpin (Trieste) |

|                   |           |                  |
| Libera 26’ (rig.) | Marcatori | 10’ (aut.) Colla |

| Genova 3 giugno 1979 35ª giornata | Genoa              | 0 – 0 | Bari | Stadio Luigi Ferraris\| Arbitro: \| Reggiani (Bologna) \| |
| Arbitro:                          | Reggiani (Bologna) |       |      |                                                           |

| Arbitro: | Longhi (Roma) |

|             |           |  |
| Rognoni 48’ | Marcatori |  |

| Arbitro: | Tani (Livorno) |

|             |           |  |
| Damiani 21’ | Marcatori |  |

| Arbitro: | Ciulli (Roma) |

|  |           |             |
|  | Marcatori | 25’ Damiani |

### Primo turno
| Arbitro: | Governa (Alessandria) |

|               |           |                                        |
| Garritano 47’ | Marcatori | 15’ B. Conti 80’ Rizzo 87’ Criscimanni |

| Arbitro: | Mattei (Macerata) |

|  |           |                     |
|  | Marcatori | 8’ (rig.) Bresciani |

| Arbitro: | Milan (Treviso) |

|                           |           |                              |
| Musiello 25’ Grezzani 74’ | Marcatori | 36’ F. Gorin 82’ (aut.) Masi |

| 10 settembre 1978 4ª giornata |  | – Turno riposo Genoa |  |  |

| Arbitro: | Casarin (Milano) |

|  |           |             |
|  | Marcatori | 66’ Valente |

## Statistiche

### Statistiche di squadra
| Competizione | Punti | In casa | In casa | In casa | In casa | In casa | In casa | In trasferta | In trasferta | In trasferta | In trasferta | In trasferta | In trasferta | Totale | Totale | Totale | Totale | Totale | Totale | DR |
| Competizione | Punti | G       | V       | N       | P       | Gf      | Gs      | G            | V            | N            | P            | Gf           | Gs           | G      | V      | N      | P      | Gf     | Gs     | DR |
| ------------ | ----- | ------- | ------- | ------- | ------- | ------- | ------- | ------------ | ------------ | ------------ | ------------ | ------------ | ------------ | ------ | ------ | ------ | ------ | ------ | ------ | -- |
| Serie B      | 35    | 19      | 9       | 6       | 4       | 22      | 13      | 19           | 2            | 7            | 10           | 12           | 22           | 38     | 11     | 13     | 14     | 34     | 35     | -1 |
| Coppa Italia | 3     | 2       | 0       | 0       | 2       | 0       | 2       | 2            | 1            | 1            | 0            | 5            | 3            | 4      | 1      | 1      | 2      | 5      | 5      | 0  |
| Totale       |       | 21      | 9       | 6       | 6       | 22      | 15      | 21           | 3            | 8            | 10           | 17           | 25           | 42     | 12     | 14     | 16     | 39     | 40     | -1 |

### Statistiche dei giocatori
| Giocatore       | Serie B  | Serie B | Serie B     | Serie B    | Coppa Italia | Coppa Italia | Coppa Italia | Coppa Italia | Totale   | Totale | Totale      | Totale     |
| Giocatore       | Presenze | Reti    | Ammonizioni | Espulsioni | Presenze     | Reti         | Ammonizioni  | Espulsioni   | Presenze | Reti   | Ammonizioni | Espulsioni |
| --------------- | -------- | ------- | ----------- | ---------- | ------------ | ------------ | ------------ | ------------ | -------- | ------ | ----------- | ---------- |
| F. Berni        | 29       | 1       | ?           | ?          | ?            | ?            | ?            | ?            | 29+      | 1+     | ?           | ?          |
| F. Boito        | 10       | 1       | ?           | ?          | ?            | ?            | ?            | ?            | 10+      | 1+     | ?           | ?          |
| M. Brilli       | 11       | 0       | ?           | ?          | ?            | ?            | ?            | ?            | 11+      | 0+     | ?           | ?          |
| P. Busatta      | 24       | 3       | ?           | ?          | ?            | ?            | ?            | ?            | 24+      | 3+     | ?           | ?          |
| A. Coletta      | 12       | 0       | ?           | ?          | ?            | ?            | ?            | ?            | 12+      | 0+     | ?           | ?          |
| B. Conti        | 32       | 1       | ?           | ?          | ?            | ?            | ?            | ?            | 32+      | 1+     | ?           | ?          |
| G. Corradini    | 6        | 0       | ?           | ?          | ?            | ?            | ?            | ?            | 6+       | 0+     | ?           | ?          |
| A. Criscimanni  | 24       | 2       | ?           | ?          | ?            | ?            | ?            | ?            | 24+      | 2+     | ?           | ?          |
| G. Damiani      | 33       | 17      | ?           | ?          | ?            | ?            | ?            | ?            | 33+      | 17+    | ?           | ?          |
| S. Girardi      | 38       | -35     | ?           | ?          | ?            | ?            | ?            | ?            | 38+      | -35+   | ?           | ?          |
| F. Gorin        | 37       | 1       | ?           | ?          | ?            | ?            | ?            | ?            | 37+      | 1+     | ?           | ?          |
| L. Luppi        | 33       | 3       | ?           | ?          | ?            | ?            | ?            | ?            | 33+      | 3+     | ?           | ?          |
| G. Magnocavallo | 19       | 1       | ?           | ?          | ?            | ?            | ?            | ?            | 19+      | 1+     | ?           | ?          |
| M. Masi         | 19       | 0       | ?           | ?          | ?            | ?            | ?            | ?            | 19+      | 0+     | ?           | ?          |
| P. Miano        | 6        | 0       | ?           | ?          | ?            | ?            | ?            | ?            | 6+       | 0+     | ?           | ?          |
| G. Musiello     | 4        | 0       | ?           | ?          | ?            | ?            | ?            | ?            | 4+       | 0+     | ?           | ?          |
| S. Nela         | 6        | 0       | ?           | ?          | ?            | ?            | ?            | ?            | 6+       | 0+     | ?           | ?          |
| C. Odorizzi     | 34       | 0       | ?           | ?          | ?            | ?            | ?            | ?            | 34+      | 0+     | ?           | ?          |
| F. Ogliari      | 26       | 0       | ?           | ?          | ?            | ?            | ?            | ?            | 26+      | 0+     | ?           | ?          |
| F. Rizzo        | 25       | 1       | ?           | ?          | ?            | ?            | ?            | ?            | 25+      | 1+     | ?           | ?          |
| F. Salvadè      | 2        | 0       | ?           | ?          | ?            | ?            | ?            | ?            | 2+       | 0+     | ?           | ?          |
| M. Sandreani    | 22       | 2       | ?           | ?          | ?            | ?            | ?            | ?            | 22+      | 2+     | ?           | ?          |
| F. Secondini    | 1        | 0       | ?           | ?          | ?            | ?            | ?            | ?            | 1+       | 0+     | ?           | ?          |